# André Bugnon
Pour les articles homonymes, voir Bugnon.
André Bugnon, né le 13 septembre 1947 à Saint-Prex (originaire du même lieu), est un homme politique suisse, membre de l'Union démocratique du centre (UDC). Il est député du canton de Vaud au Conseil national de 1999 à 2015 et président du Conseil national en 2007-2008.

## Biographie
André Bugnon naît le 13 septembre 1947 à Saint-Prex, dont sa famille est originaire.
Agriculteur et viticulteur de profession, il devient conseiller communal à Saint-Prex entre 1969 et 1977 avant d'entrer à l'exécutif communal entre janvier 1978 et décembre 1985. Après un nouveau passage comme conseiller communal entre janvier 1986 et décembre 1989, il devient syndic de Saint-Prex entre 1990 et 2002.
En parallèle, il est élu comme député au Grand Conseil du canton de Vaud entre septembre 1988 et décembre 1999 puis est élu au Conseil national en 1999. Élu par 161 voix sur 182, il accède à la présidence du Conseil national durant l'année parlementaire 2007-2008, devenant le premier UDC romand à accéder à cette fonction.
Il préside l'UDC vaudoise de juin 1996 à décembre 1999.
Il a le grade de soldat à l'armée.